# Бедимо, Анри
Анри́ Беди́мо Нсаме́ (фр. Henri Bedimo Nsamé; 4 июня 1984, Дуала, Камерун) — камерунский футболист, защитник. Выступал в национальной сборной Камеруна.

## Биография
11 января 2010, Анри Бедимо перешёл из «Шатору» в «Ланс». В июне 2011 года перешёл в «Монпелье», заключив четырёхлетний контракт. В июне 2016 года на правах свободного агента стал игроком марсельского «Олимпика».
Бедимо играет за сборную Камеруна с 2009 года. Защитник выступал в составе команды под руководством Поля Ле Гуэна на Кубке африканских наций 2010.

## Достижения
«Монпелье»
- Чемпион Франции (1): 2011/12